# Бранцовский сельский совет (Краснопольский район)
Бранцовский сельский совет (укр. Бранцівська сільська рада) — входит в состав
Краснопольского района
Сумской области
Украины.
Административный центр сельского совета находится в 
с. Бранцовка
.

## Населённые пункты совета
- с. Бранцовка